# چیلا چهونائوتا
چیلا چهونائوتا (به لاتین: Chila Chhonauta) یک منطقهٔ مسکونی در بنگلادش است که در ناحیه برگونه واقع شده‌است.